# Stéphen Chauvet
Stéphen Chauvet, né le 27 novembre 1885 à Béthune et mort le 2 avril 1950 à Paris 7e, est un médecin français, aussi spécialiste et collectionneur des arts traditionnels d'Afrique et Océanie qu'il contribua à faire connaître en France.

## Biographie

### Origines familiales
Le docteur Stéphen-Charles Chauvet, est né le 27 novembre 1885, à Béthune (Pas-de-Calais), d'origine normande. Son père avait des talents d'inventeur.

### Études de médecine
Lauréat au concours général, il fut bachelier de philosophie à 15 ans ; le naturaliste Mangin, directeur du Muséum, remarqua ses dons d'observation, et le convainquit de renoncer à la préparation de Polytechnique pour l'orienter vers la médecine. Il finit de brillantes études par un internat à Paris (1909-1914). Il recueillit un grand nombre de récompenses tout au long de ses années de médecine : lauréat de la Faculté, de l'Académie de médecine, prix de thèses, médailles d'or de l'Assistance publique. Comme médecin, la liste de ses publications professionnelles comprendra d'ailleurs plus de 300 titres — articles de mise au point et revues générales sur divers sujets de médecine, aussi bien que livres et travaux originaux exposant ses découvertes médicales.

### Première Guerre mondiale
Parti au front en août 1914, le docteur Chauvet participa à la Première Guerre mondiale dès août 1914 ; il fut blessé le 4 septembre 1914, à Saint-Maurice, dans les Vosges ; d'un éclat d'obus entraîna une hémiplégie gauche qui lui occasionna des douleurs chroniques tout au long de sa vie.

### Collectionneur et spécialistes des arts africains et océaniens
Stéphen Chauvet est connu pour sa passion pour les arts traditionnels africains et océaniens. Après la Première Guerre mondiale, il obtint de la veuve du commandant Bertrand, revenant de Zinder, une petite statuette féminine du Soudan et un masque double.  Médecin curieux de toutes choses, peu conventionnel et novateur, Chauvet fut alors séduit par l'art africain traditionnel. Chauvet écrivit sur l’art africain, la musique africaine, la médecine des peuples primitifs, les arts de la Nouvelle-Guinée. Considérant l’objet comme une voie d’accès indispensable à la connaissance des cultures, il critique une anthropologie cérébrale qui passe outre l’examen des produits matériels des civilisations. Sa passion intellectuelle se doubla donc logiquement d'une passion matérielle et il devint un collectionneur d'art africain traditionnel.
Chauvet, qui avait une résidence à La Gaude, fut averti de la vente des biens du comte Rodolphe Festetics de Tolna. Stéphen Chauvet possédait un exemplaire du livre de Festetics et connaissait les richesses de sa collection. Ce riche et noble Hongrois avait circulé dans le Pacifique, sur un yacht personnel, à la fin du XIXe siècle et en avait rapporté beaucoup de souvenirs. Après guerre, ces souvenirs furent placés sous séquestre — il était sujet Autrichien — dans sa propriété des Eucalyptus sur la Côte d'Azur. Suite une série de démarches, Chauvet rentra en possession de cette collection ; celle-ci était si importante, qu'il fut obligé de louer une remise boulevard de Grenelle pour l'entreposer en attendant qu'il pût lui trouver un gîte dans un étage de sa demeure de la rue de Grenelle, dans une vieille maison dont il avait fait un musée.
Stéphen Chauvet trouva ses pièces les plus précieuses dans les collections des missionnaires et chez des revendeurs à Anvers, Bruxelles, Hambourg. Chauvet fut aussi un grand collectionneur de céramiques normandes et il écrivit un ouvrage sur la Normandie ancestrale.
L'intérêt de Chauvet pour l'art indigène se traduisit par un certain prosélytisme ; il anima ainsi nombreuses manifestations pour mieux le faire connaître et aimer. Au début de l'hiver 1923-1924, il conçut, écrivit et édita le guide de l'exposition consacrée aux arts indigènes des colonies françaises au Pavillon de Marsan. Il milita pour la création d'un « musée colonial », un Musée royal de l'Afrique centrale français « pour l'instruction de nos compatriotes ».
En 1929, il racheta la collection d'objets rapportés de l'île de Pâques par l'écrivain Pierre Loti.
En février 1930, il participa à l'Exposition d'Art nègre présentant près de 400 pièces de « très bonne qualité » dans la Galerie du Théâtre Pigalle. Son ambition est de « faire de Paris le centre du mouvement en faveur des arts indigènes ». Trois mois plus tard, après plusieurs semaines de préparation, il lance l'Exposition d'art océanien des colonies françaises, à la Galerie de la Renaissance. En 1930 également, l'amitié du Maréchal Lyautey et du Gouverneur général Antonetti lui permettent de réaliser, dans le cadre de l'Exposition coloniale, au Palais de Synthèse, une Exposition des arts indigènes de toutes les colonies françaises. La préparation de ces salles lui demanda neuf mois de travail. À la fin de 1930, il participa à l'Exposition d'Art Nègre au Palais des Beaux-Arts de Bruxelles pour faire connaître l'art des colonies françaises.
Le 17 octobre 1931, aussi passionné par la musique que par les arts plastiques, il organisa la soirée de gala donnée par l'Institut International pour l'étude des langues et civilisations africaines au cours de laquelle il fit entendre des airs et des chants africains traditionnels.
Chauvet se montra généreux envers les musées français. En février 1929, il fit don d'une très grosse collection d'objets d'art et d'armes, africains ou océaniens (plus de 800 pièces), au Musée du Trocadéro qui fit graver son nom dans le hall d'entrée. Ces pièces sont désormais au Musée du quai Branly. Le Musée Ethnographique de Lyon (1930), de Rouen (1931), le Musée de la Marine à Brest (1931-1932), le Musée Ethnographique de Cherbourg (1933), furent également l'objet de ses largesses. Certaines pièces de sa collection se retrouvent aujourd'hui au Musée d’art moderne de la Ville de Paris. D’autres sont désormais en des mains privées comme ceux que détient le Musée Barbier-Mueller à Genève.
Stéphen Chauvet multiplia les publications : volume sur l'art de la Nouvelle-Guinée ou sur l'Île de Pâques. Cependant, la guerre et son mauvais état de santé interrompirent pratiquement ses travaux du docteur Chauvet. Il commença néanmoins un « Art de Tahiti et de la Polynésie française » qui n'alla pas au-delà d'une première ébauche.

### Fin de vie
Ayant passé une partie de la Seconde Guerre mondiale à Monpazier en Dordogne, où il avait acquis une maison, il mourut à Paris 7e, le 2 avril 1950. Il a été enterré à Nicorps, dans la Manche.

## Décoration
- Commandeur de la Légion d'honneur (1942)[4].